# Ernest Becker
Ernest Becker (* 27. September 1924 in Springfield, Massachusetts; † 6. März 1974 in Vancouver, British Columbia) war ein Sozialanthropologe und interdisziplinärer Denker und Schriftsteller.

## Leben
Ernest Becker wurde als Sohn einer jüdischen Familie in Massachusetts geboren. Nach der Absolvierung seines Militärdienstes, bei dem er unter anderem bei der Befreiung eines Konzentrationslagers am Ende des Zweiten Weltkrieges half, besuchte er die Syracuse University im US-Bundesstaat New York. Nach seinem Abschluss arbeitete er zunächst als Botschaftsmitarbeiter in Paris, bevor er an die Universität zurückkehrte, um Kulturanthropologie zu studieren. Seinen Abschluss mit dem akademischen Grad eines Ph.D. machte er im Jahre 1960.
Beckers Werk „Denial of Death“ ist in einer kurzen Szene in Woody Allens Film Der Stadtneurotiker zu sehen.
Bekannt wurde Ernest Becker, als er 1974, zwei Monate nach seinem Krebstod, den Pulitzer-Preis für sein Buch „Denial of Death“ gewann. Als stärkste Vorbilder für sein Denken nannte er Otto Rank und Erich Fromm. Seine Ideen, die weit über das Feld der Kulturanthropologie und Psychologie hinausgingen, beeinflussten unter anderem die Forschungen der Terror-Management-Theorie von S. Solomon, J. Greenberg und T. Pyszczynski Ende der 80er Jahre.
Der Dokumentarfilm Flight From Death basiert überwiegend auf den Ideen und Forschungen, die durch Ernest Beckers Bücher angeregt wurden. Er wurde durch die Ernest-Becker-Foundation gefördert.
Am  6. März 1974 starb Ernest Becker im Alter von 49 Jahren in Vancouver, British Columbia.

## Veröffentlichungen
- Ernest Becker: Revolution in Psychiatry. The New Understanding of Man. The Free Press, 1964, ISBN 0-02-902510-9
- Ernest Becker: The structure of evil; an essay on the unification of the science of man. G. Braziller, New York 1968 (englisch).
- Ernest Becker: The Birth and Death of Meaning. 1971, ISBN 0-02-902190-1
- Ernest Becker: The Denial of Death. Collier-Mac, 1973, ISBN 0-02-902310-6; deutsch: Dynamik des Todes. Die Überwindung der Todesfurcht. Goldmann-TB.
- Ernest Becker: Escape from Evil. Free Press, 1975, ISBN 0-02-902340-8